# Biskopsdömet Naumburg-Zeitz
Biskopsdömet Naumburg-Zeitz var ett furstbiskopsdöme i Tysk-romerska riket, grundat år 968 av kejsar Otto I med påve Johannes XIII:s godkännande. Säte för biskoparna var från 968 till 1029 domkyrkan i  Zeitz, och därefter från 1029 till 1615 Naumburgs domkyrka i Naumburg (Saale). Furstbiskopsdömet upplöstes 1562 efter reformationen, med Julius von Pflugk som siste biskop. Det kom därefter att administreras av kurfurstarna av Sachsen och sedermera att av kurfurstarna införlivas med hertigdömet Sachsen-Zeitz.
Biskopsdömet grundades i likhet med biskopsdömet Meissen och biskopsdömet Merseburg efter att de tidigare slaviska områdena öster om Saale lagts under det tysk-romerska rikett. Biskoparna var riksfurstar och direkt underställda kejsaren i sina världsliga domäner, men lydde i kyrkligt hänseende under Magdeburgs ärkestift och kyrkoprovins. Som första säte för biskoparna valdes staden Zeitz. Efter det stora slaviska upproret år 983 var områdena under de följande decennierna omstridda. Ett decennium av fred följde på freden i Bautzen 1018, men när stridigheter utbröt i regionen år 1028 mellan kung Mieszko II av Polen och kejsar Konrad II flyttades biskopssätet längre från den omstridda gränsen, från Zeitz till Naumburg.

## Naumburg-Zeitz stift
Det andliga stiftet Naumburg-Zeitz omfattade ett område i sydvästra Sachsen som begränsades av Saale i väster, Weisse Elster, Pleisse och Zwickauer Mulde i norr, i öster av biskopsdömet Meissen och i söder av Erzgebirge. Det underindelades i sin tur i fyra ärkediakonat: Naumburg, Zeitz, Altenburg och "trans Muldam" (bortom Mulde, inklusive dekanaten Lichtenstein, Glauchau, Hartenstein och Lössnitz.)

## Furstbiskopsdömet Naumburg-Zeitz
Biskoparnas världsliga furstendöme omfattade ett mer begränsat område i nuvarande Sachsen, Sachsen-Anhalt och Thüringen:
- Naumburg med
  - staden Naumburg och omgivande län
  - S:t Georgsklostret och dess domäner
  - Haynsburgs län med Crossen an der Elster
  - staden Osterfeld med omgivningar
- Zeitz med
  - staden Zeitz och omgivande län
  - Breitingens län

Till egendomarna hörde även Zeitz slott, Naumburgs biskopsgård, samt borgarna Crossen, Strehla, Haynsburg, Breitenbach och Kempe, Heuckewalde, Schönburg, Rudelburg och Saaleck.